# Godoy (Rosario)
Godoy es un barrio ubicado en la zona oeste de la ciudad de Rosario, provincia de Santa Fe, Argentina. El barrio se encuentra a ambos lados de la Avenida Circunvalación 25 de Mayo y limita al oeste con la localidad de Pérez.

Godoy se caracteriza por su gran extensión y diversidad, abarcando sectores residenciales, comerciales, industriales y rurales. Su nombre proviene de la Avenida Godoy, actualmente conocida como Avenida Presidente Perón, una de las arterias principales que atraviesan el barrio.

## Historia
El origen de Godoy data de 1911, cuando la empresa rosarina La Inmoviliaria, dirigida por Daniel Infante y Juan Arrillaga, comenzó a vender lotes de terrenos en la zona oeste de Rosario. El loteo inicial abarcaba 18 cuadras entre las actuales Avenidas Provincias Unidas y de Las Palmeras, que marca el límite entre Rosario y Pérez. La calle principal de este loteo era conocida inicialmente como Calle Central, luego como Avenida Los Plátanos, y finalmente se renombró como Avenida Rivarola, que sigue siendo una arteria clave en el barrio.
En ese momento, los terrenos estaban ubicados lejos del centro urbano y carecían de servicios básicos. La Inmoviliaria ofrecía grandes facilidades de compra, con cuotas accesibles y precios bajos, lo que permitió a muchas familias de trabajadores adquirir lotes para construir sus viviendas. La empresa no solo vendía terrenos, sino que se ocupaba de garantizar el acceso a servicios fundamentales para atraer residentes. Entre sus logros se incluye la instalación de la primera escuela mixta, pública y gratuita en el barrio. Además, ofrecía terrenos sin costo a empresarios locales que instalaban industrias en la zona, una estrategia que facilitó el poblamiento del área al generar empleo y atraer inversiones.
Godoy fue inaugurado oficialmente en 1912, con una serie de festejos populares que incluyeron romerías y actividades recreativas. Este evento marcó un hito en la vida social del oeste rosarino, y se recuerda la participación de las primeras familias que se asentaron en la zona.
Uno de los hitos más importantes en la historia de Godoy fue la creación de la primera línea de colectivos del país, gestionada por Daniel Infante. Esta línea conectaba el barrio con el centro de Rosario, partiendo desde la Plaza 25 de Mayo, pasando por los cementerios El Salvador y La Piedad, y llegando a Godoy a través de la Avenida Godoy. También fue fundamental la llegada de la línea de tranvía 20, que mejoró el transporte de los vecinos hacia sus lugares de trabajo.
En 1949, durante el gobierno de Eva Perón, se construyó la Escuela N° 18, que se convirtió en un pilar educativo en el barrio.
En mayo de 2013, se inauguró una planta potabilizadora de agua construida por Aguas Santafesinas S.A. (Assa), destinada a reforzar la provisión de agua en el barrio y beneficiar a sus habitantes.

## Desarrollo Urbano y Población
Godoy fue concebido como un barrio para trabajadores, muchos de ellos empleados en actividades relacionadas con las quintas, los hornos de ladrillos y los cementerios de la zona. Con el tiempo, se consolidó como una comunidad diversa, donde los residentes podían cultivar sus propios alimentos, tener animales domésticos y, en muchos casos, utilizar sus viviendas como talleres o lugares de producción.
Las características rurales del barrio en sus inicios, con terrenos altos y fértiles, donde corría aire puro y abundaba el sol, promovieron la instalación de pequeñas quintas y huertas familiares donde se cultivaban verduras que luego se llevaban al mercado y se vendían en verdulerías. Entre los cultivos principales se encontraban la lechuga, radicheta, rabanito, zapallito, zapallo, papas, camote y la cosecha de maíz. Durante las crisis económicas, estos lotes se convertían en una fuente de subsistencia adicional para las familias, lo que fortaleció la resiliencia de la comunidad.
Con el tiempo, la zona fue incorporando infraestructuras como luz, agua corriente y alumbrado público, en gran parte gracias a las gestiones de Infante y Arrillaga. Además, se promovieron otros servicios como la instalación de una escuela artícola y la provisión de atención médica. El acceso al barrio mejoró con la extensión de las líneas de tranvía y colectivos, lo que facilitó la movilidad de los vecinos hacia sus lugares de trabajo y el centro de la ciudad.
Durante la planificación de la construcción de la Avenida Circunvalación 25 de Mayo en Rosario, Godoy se enfrentó a un desafío importante, ya que la avenida iba a dividir al barrio en dos, afectando la conectividad entre sus sectores. Ante esta situación, los vecinos de Godoy se unieron en una campaña para exigir que se construyera un puente por debajo en la Avenida Rivarola que permitiera el paso entre ambos lados del barrio, evitando así el aislamiento de las zonas. Gracias a la movilización comunitaria, el puente fue finalmente construido, resolviendo no solo el problema del aislamiento, sino también la cuestión de las inundaciones que afectaban la zona antes de la obra.
Debido a los problemas de inundaciones recurrentes, especialmente en la zona de Avenida Provincias Unidas, donde el agua llegaba a alcanzar hasta 80 centímetros durante lluvias intensas, y también por falta de agua potable, un grupo de vecinos se organizó para crear una comisión vecinal. Inicialmente informal, esta organización se oficializó posteriormente para abordar y gestionar las necesidades y desafíos del barrio.

## Límites y Sectores
Godoy está delimitado por las siguientes calles y avenidas:
- Camino Limite de Municipio, Camino Cochabamba y Pasco (al norte)
- Avenida Uriburu (al sur)
- Avenida Provincias Unidas (al este)
- Avenida de Las Palmeras, Camino Limite Del Municipio S1 y Calle 1655 (al oeste, que marca el límite con la ciudad de Pérez)

Godoy limita con otros seis barrios oficiales de Rosario:
- Tango, Belgrano y Antártida Argentina (al norte)
- Mercedes de San Martín (al sur)
- Triángulo y Moderno, y Urquiza (al este)

El barrio está atravesado por varias avenidas principales:
- Avenida Circunvalación 25 de Mayo (cruza el barrio de norte a sur)
- Avenida Rivarola (se encuentra en el centro de Godoy)
- Boulevard 27 de Febrero (al norte)
- Boulevard Seguí, Avenida Presidente Perón y Avenida Uriburu (al sur)
- Avenida Provincias Unidas (al este)
- Avenida de Las Palmeras (al oeste)

La Avenida Rivarola, que atraviesa el barrio, es su arteria principal, y en sus inmediaciones se concentra gran parte de la actividad comercial. Entre los comercios históricos se destacaba el Almacén de Luciani, uno de los primeros de la zona.
Dentro del barrio, se distinguen varios sectores residenciales:
- Godoy (sector central, el más antiguo)
- Santa Lucía, La Palmera, Montes Flores, Santa Clara y Los Hornitos (al norte)
- Heredia, Los Humitos, Los Olivos, Los Olivos 2 y El Humito (al sur)
- Veintisiete, Francetti y Sector 5 (al este)
- San Cayetano (al oeste)

Estos sectores ofrecen una mezcla de estilos de vida, desde áreas de viviendas unifamiliares hasta zonas más densamente pobladas, así como áreas con terrenos más grandes dedicados a la agricultura urbana.

## Instituciones y Servicios
Godoy cuenta con una variedad de instituciones que atienden las necesidades de los vecinos.
Entre las instituciones más importantes del barrio se encuentran:
Salud:
- Centro de Salud Santa María Josefa Rossello
- Centro Cuidar Santa Lucía
- Centro de Salud del Oeste

Cementerios:
- Cementerio La Piedad
- Cementerio Israelita
- Cementerio Judío

Religiosas:
- Parroquia Santa María Rossello
- Capilla del Cementerio La Piedad

Seguridad:
- Complejo Penitenciario N° 5
- Comisaría N° 32

Vecinal:
- Asociación Vecinal Dr. Rodolfo Rivarola

En el ámbito educativo, se destacan varias escuelas:
- Centro de Alfabetización N° 104
- Escuela N° 1396 "Santa Lucía"
- Escuela N° 1222 "San Juan Bautista"
- Escuela N° 1119 "Sor María Josefa Rossello"
- Escuela N° 2002 "Sor María Josefa Rossello"
- Escuela N° 6018 "Dr. Victoriano Montes"
- Escuela Técnico Profesional N° 346 "Gral. Juan Antonio Álvarez de Arenales"

La primera escuela del barrio fue la ubicada en Avenida Rivarola y Fader, que sentó las bases de la educación en la zona.

## Deporte y Recreación
Godoy cuenta con varios clubes y espacios recreativos para sus habitantes.
Entre ellos destacan:
Clubes:
- Club Defensores de Barrio Godoy
- Club A.C. Sarmiento F.C.
- Club Victoriano Montes
- Club Loma Negra
- Club Defensores de las Águilas

El club más antiguo del barrio fue Los Andes. Inició con una camiseta celeste, luego adoptó los colores del Club Atlético Rosario Central, y finalmente optó por un uniforme rojo con franja negra. Con el tiempo, el club se fundió y dejó de existir.
Predio:
- Predio "Bella Vista" del Club Atlético Newell's Old Boys

Plazas:
- Plaza Dr. Rodolfo Rivarola
- Plaza J. San Rossetti

Cámping:
- Cámping de Empleados y Obreros del Jockey Club

También alberga la popular Granja de la Infancia, un espacio educativo y recreativo para los más pequeños, además el Centro Cultural La Trinchera, donde se llevan a cabo una variedad de actividades y talleres destinados a la comunidad, y para los adultos mayores, el Centro de Jubilados y Pensionados Amanecer, donde se ofrece un espacio de encuentro y esparcimiento, en el cual se llevan a cabo diversas actividades sociales y recreativas.
La Quinta de Linares era un lugar emblemático donde los vecinos realizaban picnics como el pícnic de la primavera, asados y disfrutaban de música en vivo. Los habitantes del barrio subían al escenario para cantar y compartir momentos en familia durante los fines de semana.
En las intersecciones de Emilia Bertolé con Avenida Provincias Unidas, y de Méndez con Avenida Rivarola, se instalaban parques de diversiones, siendo el más conocido el de Polo Park. Estos parques ofrecían atracciones como botes, hamacas voladoras y juegos mecánicos, y eran un punto de encuentro para las familias, hasta que la urbanización de la zona avanzó y los parques dejaron de instalarse.

## Cultura y Festividades
La cultura popular de Godoy estaba fuertemente vinculada a la vida comunitaria y a las celebraciones tradicionales.
Una de las festividades más importantes era el Día de los Muertos, el 1 y 2 de noviembre. Durante estos días, las familias armaban carpas al lado del cementerio, traían parrillas, carnes y chorizos, y pasaban dos días preparando comidas, comiendo asado y bebiendo. Se realizaban guitarreadas y payadas en las carpas, convirtiendo el área en un espacio festivo y de encuentro. La Avenida Provincias Unidas se llenaba de gente, llegando a cortarse el tráfico debido a la gran concurrencia. Los colectivos de la línea Rosario cortaban su recorrido para llegar al Cementerio La Piedad. Eran fechas de gran relevancia, cuando las familias visitaban los cementerios locales, a menudo pasando el día completo junto a las tumbas de sus seres queridos. Estas jornadas se convertían en eventos comunitarios, con puestos de flores, comidas y actividades sociales.
Durante los carnavales, el barrio se transformaba en una fiesta al aire libre. Los vecinos llenaban globos de agua y baldes de agua, y salían a la calle a jugar y celebrar juntos. El barrio celebraba el Carnaval con gran entusiasmo, organizando fiestas y desfiles que reunían a los vecinos en un ambiente festivo. Las fiestas de fin de año también se realizaban en las calles, donde se organizaban eventos comunitarios para despedir el año en un ambiente de camaradería.

## Economía e Industria
Godoy se ha consolidado como uno de los centros industriales más importantes de Rosario.
En el centro del barrio se encuentra el Distrito Industrial Presidente Perón, que alberga grandes empresas como Acindar. Al sur del barrio se ubica el Parque Empresarial Rosario, que acoge emprendimientos industriales de mediana y gran escala.
El barrio también es sede de importantes medios de comunicación, como las instalaciones del Grupo Televisión Litoral, que gestiona El Tres TV de Rosario y otros medios.

## Transporte
Godoy está conectado con otras áreas de Rosario mediante diversas líneas de colectivos, entre las que destacan las líneas 121, 123 y 145/133, que atraviesan sus principales avenidas y facilitan el transporte de los residentes hacia el centro de la ciudad y otras zonas aledañas.
En sus inicios, el barrio estaba conectado al centro de la ciudad por la línea de tranvía 20 y posteriormente por la línea de colectivos 209, conocida como "La Cucaracha" debido a su pequeño tamaño. Esta línea llegaba hasta Avenida Provincias Unidas y Avenida Rivarola.
Durante las inundaciones, los vecinos utilizaban carros para cruzar las zonas anegadas, y los colectivos adaptaban sus recorridos para llegar hasta el Cementerio La Piedad, donde los pasajeros continuaban hacia sus destinos.